# 戦後混乱期
戦後混乱期（せんごこんらんき）とは、戦争が終わった後にその国の経済・社会が混乱した時期である。

## 日本
日本で「戦後混乱期」というと、1945年（昭和20年）9月2日の第二次世界大戦（太平洋戦争）の終結から、1950年（昭和25年）6月25日に勃発した朝鮮戦争による特需景気（朝鮮特需）で経済復興の糸口を掴む頃までと見なすものが多い。
1945年8月15日から1952年4月28日までの、第二次世界大戦で敗れた結果としてGHQに占領されていた時期（占領時代とも呼ばれた）を指す場合もある。

### 特徴
この時期には、海外で生き残った旧日本軍兵士の復員や700万人にも及ぶ在外日本人の引き揚げもあり、庶民は合法的に配給された食糧だけでは生活財に事欠き生活が困難であり、焼け跡には闇市が立ち並んだ。「ギブ・ミー・チョコレート」が流行語になり、「パンパン」と呼ばれる街娼が登場したのもこの時代でもある。
占領状態から講和、主権回復の過程で労働運動など民衆運動が盛り上がり、松川事件・三鷹事件・下山事件の国鉄三大ミステリー事件も発生した。戦後最大の労働争議と言われる東宝争議が発生し、またGHQの中止命令で挫折したものの、1947年の2・1ゼネストが計画されたのはこの時期だった。日本共産党が武装闘争路線をとり、サンフランシスコ平和条約発効の3日後（1952年5月1日）に血のメーデー事件が発生したのもこの時期であった。
全国的に電力不足のため1946年11月に電気需給調整規則が公布されたが根本的な解決にはならず月曜日を休電日とする輪番停電を実施した。理美容業界では対策として月曜を休業日としたため、現在でも多くの理美容室は月曜日に休業している。
政治の世界も、政党の離合集散が激しく、短期間で内閣が交代するなど混乱が続いた。

### 年表

#### 1945年（昭和20年）
戦後混乱期（終戦処理費、闇市、買い出し列車、戦災孤児、傷痍軍人、不発弾、戦後インフレ、航空機産業の禁止）。地域別の状況は連合国軍占領下の日本（間接統治）、アメリカ合衆国による沖縄統治・アメリカ施政権下の小笠原諸島（軍政）、ソ連軍占領下地域を参照。戦後、東西冷戦へ。
- 8月15日（終戦の日）
  - 正午 日本国民へ玉音放送（大東亜戦争終結ノ詔書）。連絡の行き渡らない局地戦を除き、停戦（日本の降伏）。終戦までに、日本だけで約310万人が犠牲になったとされる。鈴木貫太郎内閣総辞職。
  - 夜 朝鮮建国準備委員会
- 8月16日 ソ連軍、恵須取郡に上陸し南樺太西岸北部に侵略開始（樺太の戦い、日本本土の戦いも参照）。大本営は一旦停戦命令を出すも、ソ連軍による日本側停戦軍使の射殺が多発し、後に自衛戦闘を許可（樋口季一郎#対ソ連占守島・樺太防衛戦と戦後も参照）。
- 8月17日 東久邇宮稔彦王首相就任、東久邇宮内閣成立。
- 8月18日 未明 ソ連軍、千島列島の占守島に侵略開始（占守島の戦い）。
- 8月20日 ソ連軍、真岡に上陸し南樺太西岸南部に侵略開始。真岡郵便電信局事件が発生（樺太の戦い、日本本土の戦いも参照）。
- 8月21日 占守島の日ソ両軍、停戦する。
- 8月22日未明 樺太における日ソ停戦成立。その後、ソ連軍による小笠原丸撃沈および豊原市空襲（三船殉難事件、樺太の戦い、日本本土の戦い、日本本土の戦いも参照）。
- 8月24日 浮島丸事件
- 8月25日 ソ連軍、樺太の大泊に上陸。さらに千島列島の松輪島を占領。
- 8月28日 ソ連軍、択捉島および南樺太の占領完了。
- 8月29日
  - ソ連軍、千島列島のウルップ島を占領。
  - 米軍第一陣150名が横浜に上陸。
- 8月30日 連合国軍最高司令官マッカーサー、厚木飛行場に到着。連合国軍最高司令官総司令部（GHQ）[2]も参照。
- 9月1日 ソ連軍、国後島・歯舞群島を占領。
- 9月2日 米戦艦ミズーリ号において日本の降伏文書調印。
- 9月4日 ラジオ・トウキョウ、連合国軍最高司令官総司令部（GHQ）の指令により、世界向け外国語放送を停止
- 9月5日  ソ連軍、色丹島を占領し、北方四島の占領を完了。
- 9月10日
  - ラジオ・トウキョウ、GHQの指令により、全世界向け日本語放送停止
  - DDT散布開始
- 9月 昭和天皇・マッカーサー会見
- 10月4日 治安警察法と特高警察廃止、公職追放開始。
- 10月9日 幣原内閣発足。
- 10月11日 日本の戦後改革、リンゴの唄
- 10月15日 
  - 本土の日本軍、武装解除完了。
  - 治安維持法廃止と政治犯の釈放。これはGHQ調査課長エドガートン・ノーマンの指示による。
  - 在日本朝鮮人連盟
- 11月1日 栄丸遭難事件
- 11月2日 日本社会党結党。前身は社会大衆党および日本無産党、後身は新社会党や社会民主党および立憲民主党左派（近藤G、吉田G、菅Gなど）
- 11月9日 戦後開拓
- 11月23日 財閥解体
- 12月1日 陸軍省、海軍省をそれぞれ第一復員省と第二復員省に改組（復員も参照）
- 12月15日 GHQは神道指令
- 12月19日 公安警察

#### 1946年（昭和21年）
- 1月1日 昭和天皇、人間宣言
- 1月 尋ね人の時間
- 2月
  - 昭和天皇の戦後巡幸開始
  - ソ連、国際法（大西洋憲章）に違反し、一方的に樺太・千島の併合を主張。日ソ基本条約および国連憲章も参照。北方領土問題
  - 国鉄労働組合総連合会結成。
- 2月12日 文部省、GHQ指令を受け修身・国史・地理教科書の回収について通達。（墨塗り教科書も参照）
- 2月16日 新円切替と預金封鎖
- 4月10日 第22回衆議院議員総選挙。日本初の女性議員39名当選（婦人参政権も参照）。
- 5月3日から1948年（昭和23年）11月12日　極東国際軍事裁判
- 5月19日 飯米獲得人民大会
- 5月22日 第1次吉田内閣発足。
- 6月15日 第一復員省と第二復員省を統合して復員庁を設置した。日本商船管理局、在外同胞援護会救療部、在外父兄救出学生同盟も参照。
- 7月 ガリオア資金
- 7月1日 逓信院を廃止して逓信省を再設置。
- 10月3日 在日本朝鮮居留民団成立。
- 10月13日 労働関係調整法
- 10月 農地改革
- 11月3日 日本国憲法公布。
- 11月 ララ物資
- 12月20日 首相官邸デモ事件

#### 1947年（昭和22年）
- ベビーブーム、団塊の世代も参照。
- 東京ブギウギ
- 2月1日 二・一ゼネスト
- 3月以降 PTAを順次設置。
- 4月1日 学校教育法施行。学制改革および教育委員会や日本教育史も参照。
- 4月 鉄道公安職員。買い出し列車も参照。
- 5月3日 日本国憲法施行。家制度、華族制度と貴族院廃止。
- 5月20日 日本、参議院設立
- 5月24日 片山内閣（日本社会党政権）成立
- 6月8日 日本教職員組合（日教組）設立
- 7月1日 日本、公正取引委員会
- 10月14日 日本、旧皇族の皇籍離脱。この中には、女系で明治天皇や昭和天皇の流れを汲み現在の皇室と近親な家も含まれる（菊栄親睦会も参照）。
- 12月22日 日本、民法改正。ただし、明治31年（1898）に制定された夫婦同姓は残されたままである。
- 12月31日 内務省解体

#### 1948年（昭和23年）
- 1月1日 国家地方警察設置
- 3月6日 旧警察法施行、自治体警察も設置された。
- 3月10日 芦田内閣発足。
- 3月31日 第一次アメリカ教育使節団が第一次教育使節団報告書を提出。漢字廃止論も参照。
- 4月15日 東宝争議
- 5月1日 海上保安庁設立
- 7月1日 国家公務員法施行。欠格条項（38条）あり。
- 8月30日 ヘレン・ケラー来日
- 10月15日 第2次吉田内閣発足。

#### 1949年（昭和24年）
- 脱脂粉乳をはじめ、国際連合児童基金（ユニセフ）による対日支援。
- エロア資金
- 日本、青い山脈 (曲)公開。
- 1月 日本学術会議
- 2月 ドッジ・ライン
- 2月16日 第3次吉田内閣発足。
- 6月1日
  - 公共企業体・日本国有鉄道の発足。運輸省から国有鉄道を移管。
  - 逓信省を分割し、電気通信省および郵政省発足
- 6月10日 労働組合法
- 6月30日 日本、平事件
- 7月5日から翌7月6日 下山事件
- 7月15日 三鷹事件
- 8月17日 松川事件
- 8月27日 シャウプ勧告
- 9月1日 労働基準法

#### 1950年（昭和25年）
テレビ放送への動きが本格化。祖国防衛隊 (在日朝鮮人団体)  成立。
- 1月 岸壁の母
- 3月10日 NHK放送技術研究所にて東京テレビジョン実験局を開設[3]
- 5月1日 公職選挙法施行
- 5月30日 人民広場事件
- 6月6日 人民広場事件を受け、レッドパージ開始。逆コースも参照。
- 6月25日 朝鮮戦争勃発、朝鮮特需（ガチャマン景気も参照）。以降、戦後復興期に移行。